# St. Andreas (Eitensheim)

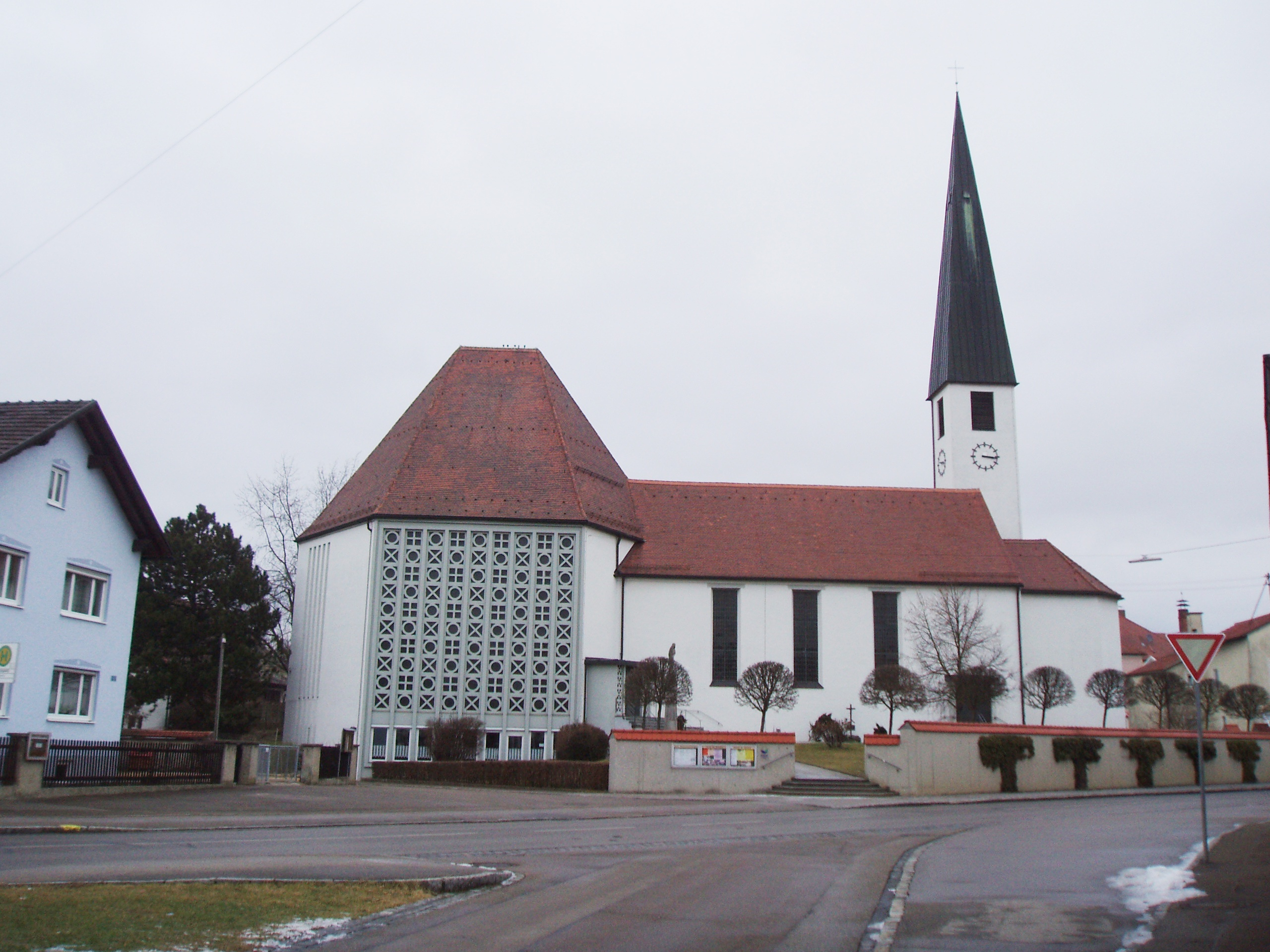
St. Andreas, Nordansicht

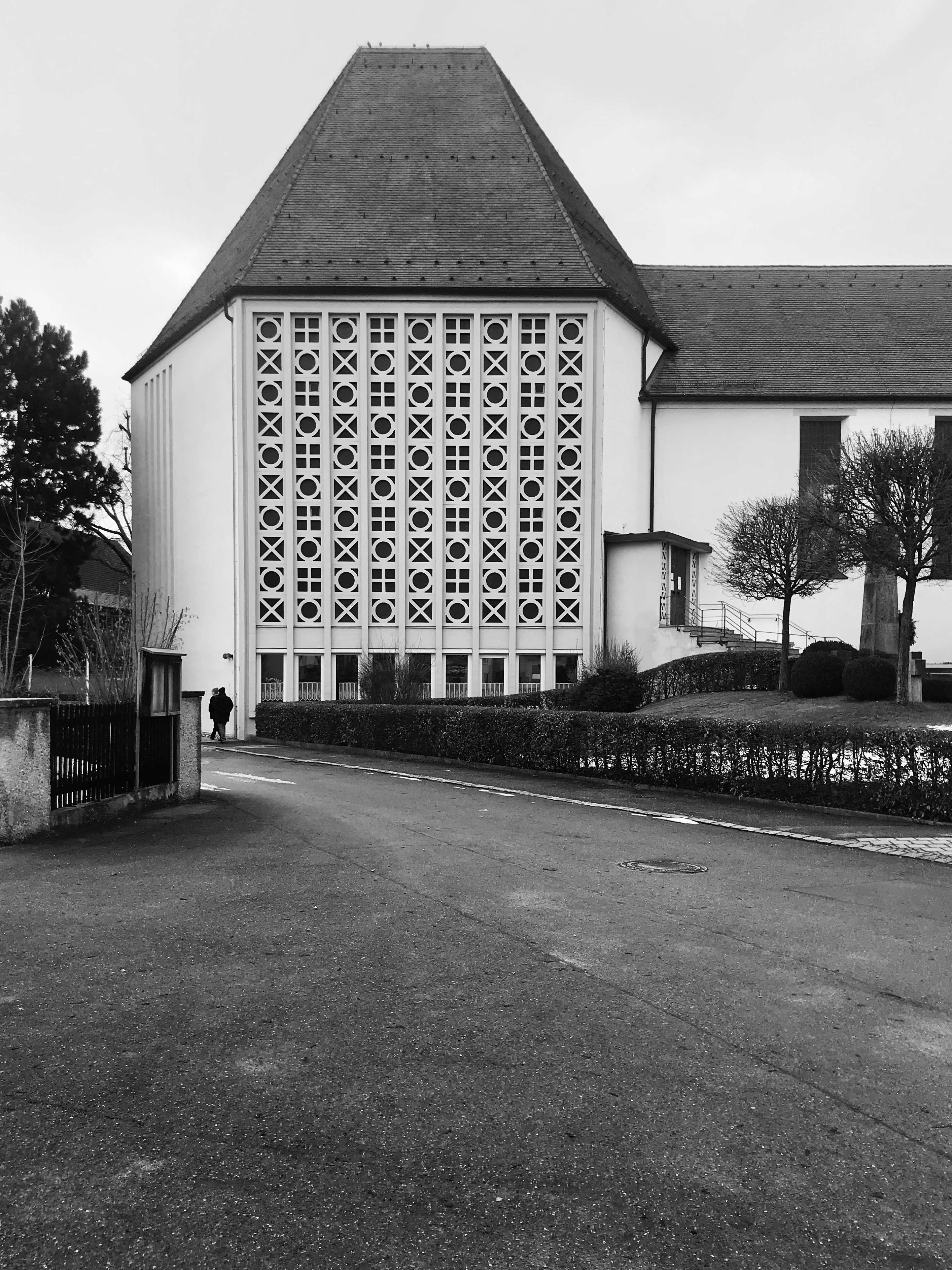
Erweiterungsbau im Westen

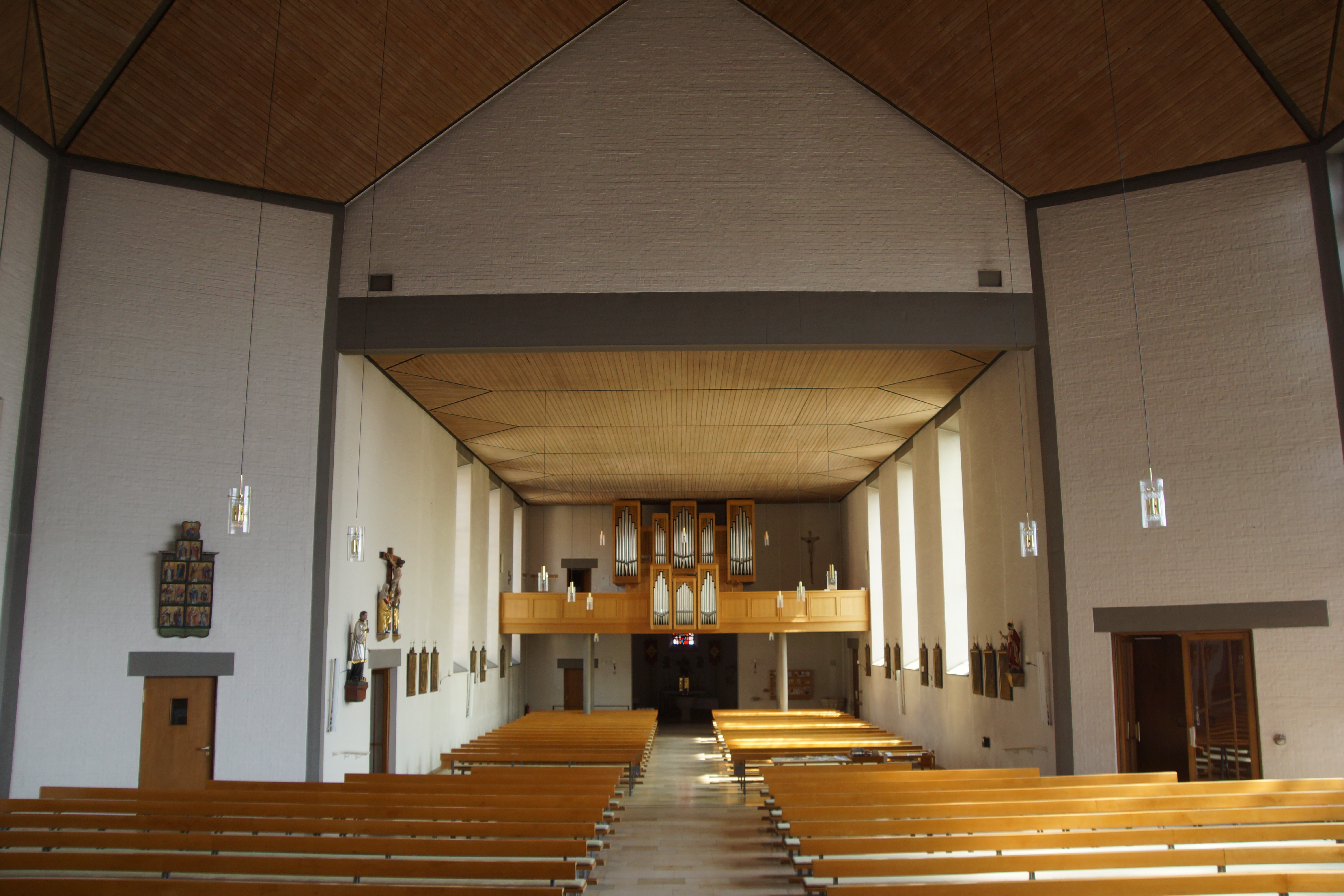
Blick in das Langhaus

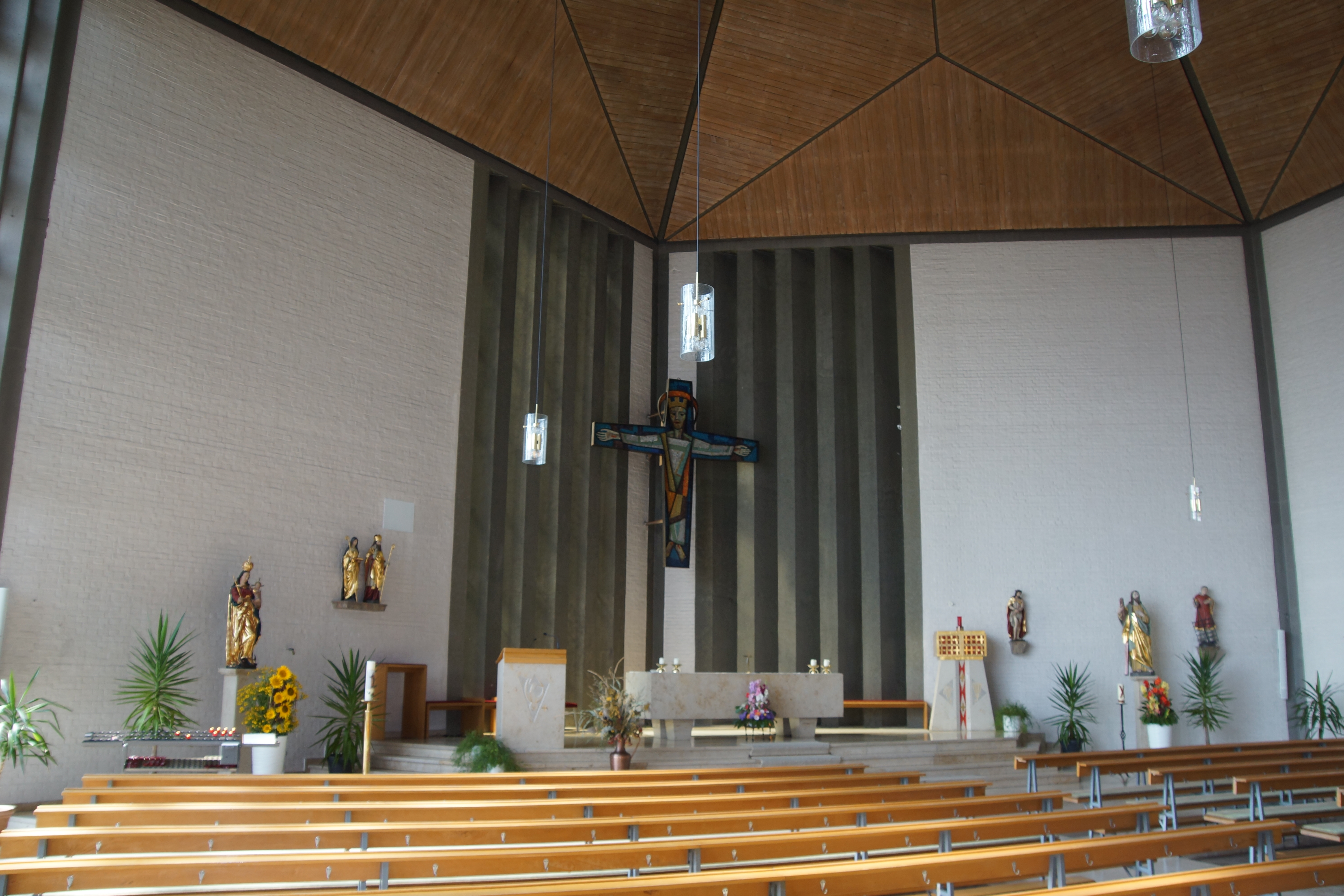
Erweiterungsbau, Innenraum

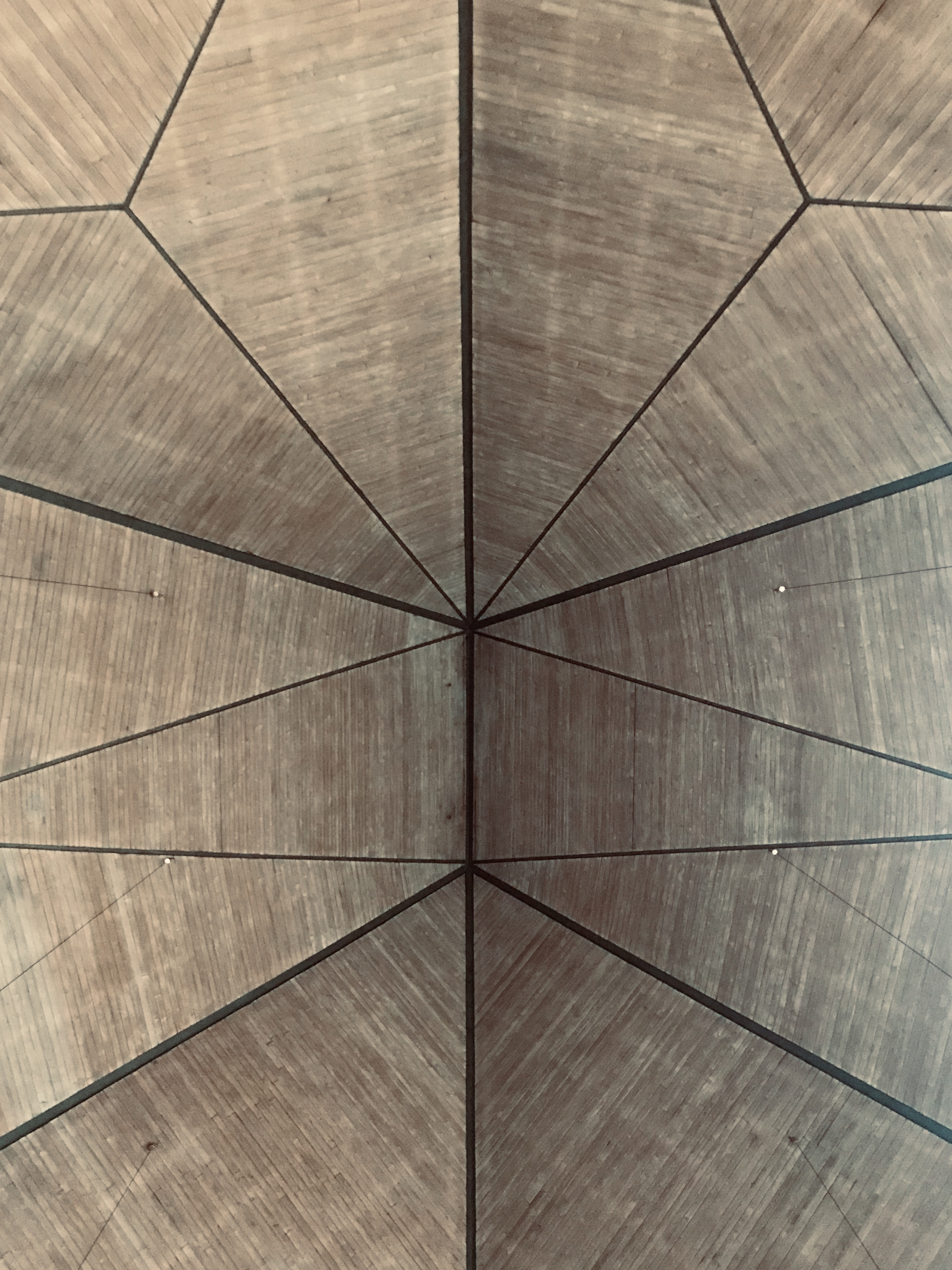
Erweiterungsbau, Deckenspiegel

Die heutige römisch-katholische Pfarrkirche St. Andreas in Eitensheim am Kirchplatz 4 wurde 1860 erbaut und 1960 erfolgte eine Erweiterung im Westen durch den Ingolstädter Architekten Ludwig Geith.

## Geschichte
Die zwischen 1182 und 1196 erbaute Kirche in Eitensheim weihte der Eichstätter Bischof Otto. Auf das alte Andreas-Patrozinium bezieht sich auch das Andreaskreuz im Ortswappen. 1499 wurde eine bauliche Veränderung vorgenommen, da eine Ablasserteilung erfolgte. 1742 stuckierte der Eichstätter Stuckateur Franz Xaver Horneis die Decke. Die Kirche aus dem 12. Jahrhundert wurde 1859 abgebrochen.
In den Jahren 1859 und 1860 entstand die heutige neugotische Kirche, die 1867 geweiht wurde. Die Kirchturmspitze wurde in Folge eines Scheunenbrandes am 8. Dezembers 1959, als das Feuer durch Funkenflug auch auf den damaligen Kirchturm übergriff, zerstört. Der Turm wurde daraufhin neu errichtet. Seine Form brachte ihm den Namen „Bleistift Gottes“ ein.
Durch eine Erweiterung und eine völlige Neugestaltung des Langhauses entstand von 1959 und 1961 der heutige Sakralbau nach Plänen Geiths. Wegen der Lage der Kirche kam nur eine Vergrößerung nach Westen in Frage. 1961 weihte der Eichstätter Bischof Joseph Schröffer die neue Kirche. Das heutige dreiteilige Geläut schuf Karl Czudnochowsky aus Erding 1950. In der Nähe des Sportplatzes und der Grundschule befindet sich der eingeschossige katholische Kindergarten St. Andreas.
Die Kirche St. Andreas ist in der Liste der Kultur und Sehenswürdigkeiten Eitensheims und in der Liste der Andreaskirchen eingetragen.

## Architektur
Die neugotische Kirche ist der Zielpunkt des Straßenverlaufs. Dieser wird durch den spitzen Helm verdeutlicht. Es handelt sich um eine Saalkirche mit Steildach. Die Kirche weist eine historische Ausstattung auf. Aufgrund fehlender Plätze in dem bestehenden Langhaus wurde die Kirche vergrößert. Der sechseckige Erweiterungsbau wurde unter Einbezug von Teilen des neugotischen Vorgängerbaus errichtet. Der geräumige Anbau besitzt eine große Höhe.
Die Ausstattung ist nüchtern und enthält Gegenstände der Vorgängerkirche. Erwähnenswert ist ein barockes Gemälde mit einer Darstellung der Vierzehn Nothelfer. Das Altar-Antependium von Matthias Zink stammt aus dem Jahr 1730.

## Denkmal
Die Kirche mit Erweiterungsbau steht unter Denkmalschutz und ist im Denkmalatlas des Bayerischen Landesamtes für Denkmalpflege und in der Liste der Baudenkmäler in Eitensheim eingetragen.